# Cò quăm cánh xanh
Cò quăm cánh xanh hoặc cò quăm vai trắng là một loài chim trong họ Threskiornithidae. Loài này xuất hiện ở một vài nơi thuộc miền bắc Campuchia, đồng bằng Nam Bộ, miền nam Lào và Đông Kalimantan của Indonesia. Chúng được coi là một trong những loài chim bị đe dọa nghiêm trọng nhất ở khu vực Đông Nam Á.
Chúng sống gần các ao, hồ, đầm lầy và các dòng sông có nước chảy chậm trong các khu rừng đất thấp trống trải. Nó cũng sống trong các vùng đồng cỏ ẩm hoặc không, rừng cây thưa và các con sông rộng có cát dãi cát và sạn.

## Phân loại
Loài cò quăm vai trắng lần đầu tiên được chú ý bởi Hume (1875), ban đầu ông đã đặt tên cho loài này là Geronticus davisoni theo tên nhà sưu tập chim William Ruxton Davison. Dựa trên sự tương đồng quan sát được của loài này với Cò quăm đen Ấn Độ (Elliot, 1877), hai loài được xếp vào cùng một chi. Theo nghiên cứu trước, loài chim này được xếp vào loài phụ của Cò quăm đen Ấn Độ; nhưng hiện đã được công nhận là một loài riêng biệt.

## Mô tả
Một con cò quăm cánh xanh trưởng thành cao khoảng 60–85 cm, với con đực lớn hơn một chút và có mỏ dài hơn con cái một chút. Nghiên cứu trắc học duy nhất có sẵn của loài này là các số liệu từ một vật mẫu không xác định giới từ thế kỷ 19, bao gồm chiều dài cánh 419mm, chiều dài thân 197mm, chiều dài chân là 83mm và chiều dài đuôi là 229mm. Bộ lông màu nâu đen, với cánh và đuôi màu xanh đen bóng, và đầu trần màu đen cũng đã được báo cáo là xanh lam hoặc trắng. Cần cổ là một dải da trần màu trắng xanh, rộng hơn ở phía sau và hẹp hơn ở phía trước kéo dài từ cằm đến gáy ở đáy hộp sọ. Màu xanh lam nhạt dễ thấy ở cự ly gần, còn một số cá thể có cần cổ trắng hoàn toàn. Các chân có màu đỏ xỉn, mống mắt có màu đỏ cam và mỏm cong lớn có màu xám vàng.
Loài cò quăm vai trắng được gọi như vậy hẳn là do màu trắng trong được quan sát thấy ở phần trên của cổ và cằm ở một số cá thể, cũng có thể thấy phần "vai trắng" khi bay. Lúc bay, nó cũng nổi bật bởi mảng cánh màu trắng dễ thấy, chỉ có thể nhìn thấy dưới dạng một đường trắng mỏng khi cánh khép lại. Loài cò quăm vai trắng có hình thái tương tự như đồng loại ở Ấn Độ là loài cò quăm Pseudibis papillosa có gáy màu đen hoặc đỏ, nhưng không có các nốt sần màu đỏ ở gáy; và lớn hơn một chút, mạnh mẽ hơn, cổ và chân dài hơn.  Đuôi cũng có vẻ ngắn hơn và lan xuống phía dưới trái ngược với đuôi thẳng ở cò quăm đen.
Con nhỏ có bộ lông màu nâu xỉn cùng với một chùm lông màu nâu trên gáy màu trắng xanh, mống mắt màu nâu xám, chân màu vàng nhạt và bàn chân màu trắng xỉn.
Tiếng kêu của nó thường bao gồm những tiếng kêu lớn, thê lương được mô tả là "những tiếng hét quái dị". Tiếng kêu khàn khàn của các con trong bầy được mô tả là "errrrh" hoặc "errrrroh". Nó cũng phát ra những tiếng la hét "errrrh owk owk owk owk owk" và "ohhaaa ohhaaa" và "errrrrah" nhẹ nhàng hơn.  Nó phát ra tiếng kêu "klioh klioh" lớn và gay gắt trong khi giao phối, giống như tiếng chim gõ kiến đen.

## Phân bố và tập tính
Loài cò Đông Nam Á này từng được chú ý nhiều hơn ngày nay. Phạm vi trước đây mở rộng khắp Đông Nam Á từ Myanmar đến Thái Lan, Malaysia, Campuchia, Lào, Việt Nam và phía bắc đến Yuman ở Trung Quốc. Số lượng hiện tại rất nhỏ và sự phân bố của nó rất rời rạc; bị hạn chế ở phía bắc và đông Campuchia, nam Việt Nam, cực nam Lào và Đông Kalimantan.
Campuchia là nơi tập trung nhiều nhất với 85-95% số lượng trên toàn thế giới. Trong đó, quần thể cò quăm vai trắng được biết sống ở Khu vực chim quan trọng Tây Siem Pang (tối thiểu 346 cá thể).  Các địa điểm khác ở Campuchia có số lượng đáng kể cò quăm vai trắng bao gồm Khu bảo tồn động vật hoang dã Kulen Promtep, Khu bảo tồn động vật hoang dã Lomphat và khu vực trung tâm của sông Mekong. Hiện nó đã tuyệt chủng về mặt chức năng ở Thái Lan, Myanmar và miền nam Trung Quốc; và rất khan hiếm ở Borneo thuộc Indonesia và Nam Lào (Birdlife International, 2001). Thái Lan đã từng là thành trì của loài này, nhưng không có ghi chép chính thức nào về sự xuất hiện của nó ở đây kể từ năm 1937.
Loài cò quăm vai trắng là loài chuyên sống ở vùng đất thấp và đã được phát hiện xuất hiện ở nhiều môi trường sống khác nhau bao gồm rừng khộp khô, rìa các vũng nước theo mùa (những vũng nước này được người dân địa phương gọi là "trapaengs") xen kẽ trong rừng, ruộng lúa bỏ hoang, trảng cỏ cây bụi, rừng rìa hồ và sông, các bãi sỏi và đá vôi ở mực nước sông thấp, các bãi cát ở các sông rộng và trên sông Sê Kông, các đảo cát. Ít nhất thì ở Đông Dương, rừng khộp khô dường như là chỗ ở quan trọng nhất. Tuy nhiên, một nghiên cứu thực địa về người dân địa phương xung quanh sông Mekong ở Campuchia cho thấy rằng những con cò làm tổ cả trong rừng ngập nước ven sông và rừng khộp nội địa khô hạn; đó là sự kết hợp của các môi trường sống đã sử dụng mà không được thấy ở bất kỳ quần thể nào khác.
Loài này cũng chủ yếu dựa vào nông nghiệp địa phương truyền thống để tạo ra và duy trì các môi trường sống ưa thích của chúng, cụ thể là thông qua việc chăn thả và cày bừa lên thảm thực vật rừng của các loài gia súc như trâu bò và gia súc để tạo ra các khoảng trống làm không gian cho môi trường kiếm ăn; và thông qua việc chôn móng trong bùn để tạo ra các vũng theo mùa. Sự phụ thuộc mạnh mẽ của loài cò này vào hoạt động trung gian của con người thể hiện qua sự suy giảm số lượng rõ rệt của nhiều loài động vật móng guốc hoang dã trong phạm vi của cò quăm vai trắng trong vài thập kỷ qua và sự tuyệt chủng cục bộ của nhiều loài khác như voi châu Á; mặc dù lợn rừng vẫn có thể đóng góp quan trọng trong việc tạo ra các hồ nước theo mùa thông qua việc lăn lộn trong bùn. Các quá trình nhân sinh tạo và nuôi dưỡng môi trường sống này có thể đặc biệt quan trọng vào đầu mùa khô, khi điều kiện môi trường sống bị hạn chế. Thực hiện đốt rừng khộp cũng có thể có vai trò tương tự như chăn thả gia súc để tạo ra các khoảng trống thích hợp.

## Hệ sinh thái

### Thức ăn
Không giống như các loài chim lội nước khác, quá trình kiếm ăn của cò quăm vai trắng chủ yếu là trên cạn và chưa ai thấy loài này kiếm ăn dưới nước bao giờ. Nó kiếm ăn trong bùn tại các vũng nước theo mùa được ưu tiên bao phủ bởi thảm thực vật ngắn cao dưới 25 cm, trên mặt đất trong rừng khộp khô ưu tiên với lớp nền trống bên dưới, trên ruộng lúa bỏ hoang, và đôi khi ở các kênh sông có lượng lớn bùn và cát. Tuy nhiên, nó hầu như chỉ kiếm ăn tại các vũng nước theo mùa trong mùa sinh sản, có thể là do mật độ con mồi tìm nơi ẩn náu cao cư trú giữa các khe nứt thường xuyên của lớp bùn khô và do đó có nhiều thức ăn để nuôi con con. Với mỏ cong xuống có sức lực và khả năng cơ động dễ dàng, cò quăm vai trắng nghi tốt với việc dò tìm những khe nứt có khả năng chứa những con mồi ẩn náu này. Sự tiến hóa phù hợp của mỏ như này mang lại lợi thế cho loài cò này so với các giống cá lội khác có mỏ thẳng, và do đó thường được các loài như cò Numenius arquata và loài diệc ao Trung Quốc Ardeola bacchus theo dõi và cướp mồi. Các cá thể của loài cò này kiếm ăn đơn lẻ, theo cặp hoặc theo nhóm gia đình (đàn lên đến 14 con); và kích thước đàn lớn hơn đáng kể vào mùa mưa (không sinh sản) so với mùa khô (không sinh sản).
Thức ăn của nó bao gồm các động vật không xương sống nhỏ như giun lớn, dế chũi, đỉa, ấu trùng côn trùng và bọ cánh cứng; các loài lưỡng cư như nhái và ếch thuộc loài Microhyla; và lươn. Mặc dù động vật lưỡng cư dường như chiếm thành phần lớn trong khẩu phần ăn, nhưng con mồi chính được sử dụng vào một địa điểm hoặc thời điểm nhất định có thể phụ thuộc vào kết cấu của chất nền bên dưới. Ví dụ, tỷ lệ thu được con mồi là động vật không xương sống ở đất bão hòa cao hơn đáng kể so với đất ẩm hoặc khô; và tỷ lệ ăn vào của động vật lưỡng cư lớn hơn đáng kể ở đất khô ráo cao hơn đất ẩm ướt, và đất ẩm ướt cao hơn so với đất bão hòa. Tuy nhiên, nền khô dường như mang lại nhiều lợi ích cho việc kiếm ăn của cò quăm vai trắng nhất bởi do số lượng lớn các sinh khối sẵn có tạo thành bởi các loài lưỡng cư (Wright et al. 2013b). Tuy nhiên, cũng có những nhận định không có cơ sở về việc ăn trái cây của loài cò này.
Sự xuất hiện của các cá thể kiếm ăn trong khu vực rừng và đồng ruộng so với tại các vũng nước tăng đáng kể sau mùa mưa, có thể do sự tồn tại của con mồi ở các rìa vũng nước giảm đi bởi con mồi lưỡng cư chuyển nơi cư trú từ bùn ẩm sang dưới nước, do đó các con cò không thể kiếm ăn. Ngoài ra, cá chình đầm lầy và cua chủ yếu sống dưới nước và sống trong chất nền bão hòa chưa được xác định trong thức ăn của cò quăm vai trắng vì những con mồi này có thể dễ dàng trốn tránh sự săn mồi bằng cách đào hang hoặc bơi đi  (Wright et al. 2013b).
Các cặp sinh sản có nhu cầu lớn về thức ăn, với mỗi cặp ở Campuchia ước tính sử dụng gần 2/3 tổng sinh khối lưỡng cư tại một thời điểm nhất định ở một hồ nước trong mùa sinh sản. Do đó, các cặp sinh sản sẽ cần sử dụng nhiều hố nước để có đủ nguồn dinh dưỡng trong suốt mùa sinh sản nhằm tránh cạn kiệt thức ăn tại một hồ và sự cạnh tranh con mồi cũng sẽ dẫn đến sự phân tán của quần thể sinh sản. Do đó, bất kỳ khuyến nghị bảo tồn nào đối với loài này đều cần xem xét cách tiếp cận theo quy mô cảnh quan.

### Sinh sản
Cò quăm vai trắng là động vật đơn lẻ; và tại Campuchia, nó làm tổ từ tháng 12 đến tháng 4 trong thời gian từ giữa đến cuối mùa khô, tháng 11 - tháng 5 trong các tán cây khộp. Kế hoạch sinh sản này khác biệt với các chiến lược sinh sản phổ biến của các loài thủy cầm, làm tổ vào mùa mưa hoặc từ cuối mùa mưa đến giữa mùa khô. Tuy nhiên, việc sinh sản của cò quăm vai trắng vào mùa khô ở Campuchia cùng lúc với việc rút nước trong các hồ nước theo mùa vì mật độ con mồi lưỡng cư cao trú ẩn trong các khe nứt của bùn hút ẩm ở rìa hồ nước; từ đó dẫn đến lượng thức ăn cao cho con non và con trưởng thành. Các khu vực khác nhau được báo cáo với các mùa sinh sản khác nhau; với tháng 2 - tháng 3 ở Myanmar khi nó vẫn còn tồn tại ở đây,  tháng 9 - tháng 12 ở Đông Kalimantan,  và cuối tháng 8 - tháng 12 ở Borneo; với sự giao phối được quan sát thấy vào tháng Hai ở khu vực này.
Nó xây dựng những chiếc tổ lớn ở độ cao 10-25m so với mặt đất, dùng cành cây và lá tươi, thường ở những cây nhô ra như Koompasia như ở Borneo. Hai con vật tiếp tục bổ sung vật liệu làm tổ trong suốt mùa sinh sản và các tổ giống nhau có thể được sử dụng trong những năm tiếp theo. Nó cũng thỉnh thoảng sử dụng tổ bị bỏ hoang của các chim ăn thịt. Ổ chứa 2-4 trứng, có màu xanh nhạt và nở không đồng bộ. Trứng được con cái ấp trong 28–31 ngày. Các số đo trứng được báo cáo hiện có là 61,0-68,2mm chiều dài và 43,9-46,7mm chiều rộng. Thời gian từ khi nở đến khi non mọc lông 26–40 ngày.

### Tập tính khác
Trái ngược với cách sinh sản đơn độc vào mùa khô, cò quăm vai trắng tập trung thành bầy vào mùa mưa từ tháng 7 đến tháng 10 (mùa không sinh sản); khi chúng nghỉ ngơi trên cây. Trong mùa mưa, quần thể lớn của cò quăm vai trắng (được ghi nhận lên tới 185 cá thể tại một thời điểm) cũng kiếm ăn trên các môi trường sống trên cạn như ruộng lúa bị bỏ hoang và ít thường xuyên hơn tại các hồ theo mùa với mực nước cao hơn mùa khô (trong thời kỳ sinh sản).
Loài cò quăm vai trắng được coi là ít di chuyển, nhưng một số chuyến đi nhỏ chỉ hơn 5 km giữa các bãi chăn nuôi và kiếm ăn có thể xảy ra trong mùa mưa. Trong mùa mưa ở Campuchia, chúng có sự di chuyển đáng kể từ các vũng nước và mặt đất ẩm ướt trong rừng khộp sang vùng đất rừng khô hơn, có thể là do con mồi là động vật không xương sống trên cạn dễ tiếp cận hơn so với các loài lưỡng cư lẩn tránh tại các vũng nước. Ở Borneo, cò quăm vai trắng di chuyển dọc theo các con sông lớn như Mahakam để đối phó với sự dao động lớn của mực nước và do đó các biến thể không gian ở các bờ sông lộ ra là nơi kiếm ăn thích hợp. Ngoài ra, các đám cháy rừng quy mô lớn ở Đông Kalimantan do El Nino Southern Oscillation gây ra vào giữa những năm 1990 đã gây ra sự hủy hoại môi trường sống trên quy mô lớn, dẫn đến sự di cư đáng kể của các cá thể vào các khu rừng không bị cháy và do đó dẫn đến sự phân bố loài tập hợp hơn ở địa phương.

## Mối đe dọa và sự sống còn
Cò quăm vai trắng được coi là một trong những loài chim bị đe dọa nhiều nhất ở Đông Nam Á. Các mối đe dọa lớn nhất đối với các quần thể của loài này là chuyển đổi môi trường sống như thoát nước đất ngập để phát triển nông nghiệp như trồng rừng, phát triển nông thôn không bền vững, thay đổi quản lý đất đai thông qua nhượng đất và phát triển cơ sở hạ tầng. Ví dụ, trong trường hợp cuối cùng, các quần thể phụ tương đối lớn ở Khu bảo tồn Động vật Hoang dã Lomphat và tại đoạn không được bảo vệ của sông Mekong có thể bị đe dọa bởi các con đập được đề xuất và xâm phạm khu định cư của con người. Khu bảo tồn động vật hoang dã Lomphat cũng là một khu vực điển hình bị đe dọa đặc biệt bởi việc nhượng đất kinh tế, qua đó việc phát triển rộng rãi có thể làm giảm đáng kể môi trường sống thích hợp cho loài vật.
Phần lớn các cá thể chim chóc được điều tra ở Campuchia (nơi có số lượng quần thể lớn nhất được biết đến) trong mùa mưa (khoảng 3/4) đã được phát hiện ở bên ngoài các khu bảo tồn, cho thấy sự chênh lệch đáng tiếc về không gian giữa các khu nuôi nhốt quan trọng và các khu bảo tồn này. Điều này có thể là do hầu hết các khu bảo tồn nằm xa khu định cư của con người; và do bản chất phụ thuộc của cò với con người (phụ thuộc vào con người để tạo ra các sinh vật thích hợp), loài chim này có khả năng xuất hiện tương đối gần với các khu dân cư; theo đó sự phụ thuộc của nó với con người cũng có thể khiến nó dễ bị săn bắt hơn. Việc phát triển các loài cò quăm vai trắng gần hoặc bên trong Các khu nhượng quyền kinh tế có thể sẽ bị ảnh hưởng nghiêm trọng do mất môi trường kiếm ăn và do khai thác của con người.
Hơn nữa, quần thể sinh sống ở sông Mekong có thể đặc biệt dễ bị tổn hại bởi sự khai thác của con người bởi việc sử dụng rừng ven sông và rừng cạn ở khu vực này của những con cò quăm vai trắng, do đó có thể phải tiếp xúc với nhiều hoạt động khai thác tổ của con người hơn (các mục đích khai thác khác nhau trong rừng nội địa, và ngư dân trên sông). Loài cò này cũng có thể cạnh tranh với con người trong quá trình thu hoạch cá chình lưỡng cư và đầm lầy vào mùa khô.
Bên cạnh việc mất môi trường sống trực tiếp thông qua quy hoạch đất, môi trường sống của cò quăm vai trắng cũng có thể bị đe dọa gián tiếp thông qua cơ giới hóa nông nghiệp hiện đại để thay thế việc nuôi động vật móng guốc truyền thống ăn cỏ và giẫm đạp lên thảm thực vật bên dưới và đất ngập trong bùn để duy trì rừng và hồ nước theo mùa, những nhân tố quan trọng trong việc kiếm ăn của loài chim này. Những thay đổi nông nghiệp có khả năng gây bất lợi có thể được thúc đẩy bởi lợi nhuận ngày càng tăng của canh tác cơ giới hóa. Giả thuyết liên quan đến tầm quan trọng của động vật móng guốc đối với loài cò trong việc tạo ra môi trường sống thích hợp đã được tiết lộ trong các thí nghiệm cho thấy độ cao và độ che phủ của thảm thực vật tăng lên ở nơi hàng rào để ngăn động vật móng guốc so với không có hàng rào. Do đó, sự suy giảm rõ rệt của các phương thức canh tác truyền thống có lợi cho loài cò quăm vai trắng có thể dẫn đến sự phát triển của thảm thực vật bên cạnh các vũng nước ở các khoảng trống, và do đó làm cho các khu vực này không thích hợp để kiếm ăn cho loài chim này. Điều này có thể xảy ra khi cân nhắc về sự tuyệt chủng hoặc sự suy giảm nghiêm trọng của nhiều loài động vật móng guốc hoang dã, những loài đóng vai trò quan trọng trong việc tạo và duy trì môi trường sống của loài chim này, phần lớn đã bị thay thế bởi động vật móng guốc do con người nuôi có chức năng tương đương.
Con người nhân cơ hội khai thác tổ loài chim này để làm thức ăn thông qua việc lấy trứng và con non là một mối đe dọa tiềm tàng khác. Và cho dù được ghi nhận rằng vấn đề khai thác của con người là một nguyên nhân trong sự hỏng tổ chim, con người thường chỉ khai thác tổ vào giai đoạn cuối trong quá trình làm tổ; và do hầu hết các trường hợp hỏng tổ đều được ghi nhận là xảy ra trong giai đoạn trứng và giai đoạn đầu làm tổ, nên nguyên nhân có nhiều khả năng xảy ra hơn là bị ăn thịt tự nhiên. Kế hoạch bảo vệ tổ ở Tây Siem Pang đã được thực hiện để điều tra các nguyên nhân chính gây ảnh hưởng trong việc tổ, và không có sự khác biệt đáng kể nào về sự cố làm tổ giữa tổ được bảo vệ và không được bảo vệ; cho thấy rằng các nguyên nhân tự nhiên có nhiều khả năng hơn. Ngược lại, các can thiệp bảo tồn để bảo vệ tổ có thể làm xáo trộn tổ và làm tăng tỷ lệ chết của trứng và tổ. Các kế hoạch bảo vệ tổ như vậy cũng đã phải đối mặt với các vấn đề xã hội.
Một kẻ săn mồi tiềm tàng của loài cò quăm vai trắng non là quạ rừng phía nam Corvus macrorhnchos, từng được quan sát cắp tất cả trứng khi không có bố mẹ, và một con khác ăn thịt một con non mới nở. Loài chim này cũng có thể bị đe dọa bởi các động vật ăn thịt có vú như cầy hương và chồn họng vàng Martes flavigula, mặc dù những kẻ săn mồi như vậy thường chỉ có nhiều ở nơi xa khu vực định cư của con người do áp lực săn bắt đối với những động vật có vú này. Mặc dù khả năng khai thác các tổ gần khu dân cư có tăng lên, những tổ này đồng thời có thể nhận được sự bảo vệ gián tiếp khỏi những kẻ săn mồi. Thời tiết gây ra một mối đe dọa tiềm tàng khác, với một số con non ở Campuchia được báo cáo là bị gió lớn thổi bay khỏi tổ.
Quần thể người da trắng trên sông Mahakam ở Đông Kalimantan đã bị ảnh hưởng nghiêm trọng do cháy rừng gây ra trong đợt El Nino phương Nam dao động giữa những năm 1990. Bên cạnh tình trạng chính là mất môi trường sống thích hợp, đám cháy cũng có thể dẫn đến gia tăng xói mòn bờ sông do ít cây hơn, giảm độ trong của nước và thay đổi mô hình nhiệt độ nước thông qua ít nhánh sông hơn; tất cả những điều đó có thể đã ảnh hưởng đến khả năng kiếm ăn của chim trên các bãi sông và đất sỏi.

## Trong quan hệ với con người
Do loài này phụ thuộc nhiều vào hoạt động nông nghiệp của con người (cả trồng trọt và chăn nuôi truyền thống) để duy trì môi trường sống của chúng, nó có thể được tìm thấy ở nơi tương đối gần với nơi ở của con người hơn các loài giao thoa khác như cò quăm lớn; và thậm chí có thể đậu và làm tổ trên cây gần cánh đồng lúa ngay cả khi có người sử dụng. Tuy nhiên, loài cò này có nhiều khả năng bị thu hút bởi các khu vực kiếm ăn nông nghiệp gần nơi sinh sống của con người hơn là bởi chính bản thân con người. Mặc dù cò quăm vai trắng được con người khai thác để làm thực phẩm, nhưng nó không có giá trị thương mại để buôn bán.
Hồ sơ nuôi nhốt duy nhất cho loài này là một cá thể được nhập khẩu vào Thái Lan từ Campuchia năm 1989, và được nuôi nhốt tại Vườn chim Nữ hoàng ở Ayuthhaya gần Bangkok vào năm 1990.

## Tình trạng
Các quần thể của loài cò quăm vai trắng đã suy giảm nghiêm trọng vào cuối thế kỷ 20; và do sự hiếm hoi khi nhìn thấy được ghi lại trong vài thập kỷ qua, quy mô số lượng nhỏ và mất môi trường sống dai dẳng, nó đã được IUCN phân loại là Cực kỳ Nguy cấp. Số lượng toàn cầu ước tính khoảng 1000 cá thể, ước tính khoảng 670 cá thể trưởng thành. 973 cá thể được thống kê trong một cuộc điều tra ở Campuchia vào năm 2013, trong khi 30-100 cá thể được ước tính cho phần Indonesia trong khu vực của loài.